# Системная медицина
Системная медицина — подход к диагностике и терапии, основанный на сравнении молекулярно-биологических маркеров с патофизиологическим процессом заболевания.  Подход основан на системной биологии и теории сложных систем с целью рассмотрения сложных взаимодействий в организме человека. В 1992 году термин был упомянут в работе профессора Т. Камады.

## Описание
Системная биология рассматривает совокупность молекулярно-биологических маркеров для изучения функций простых биологических объектов, например микоплазмы, а также обобщает различные модели сбора данных. В отношении крупных биологических объектов помимо, эндогенных маркеров, например геномных, к маркерам относят микробиом. Интеграция таких данных, как правило, осуществляется посредством построения соответствующих карт, и других молекулярных взаимодействий.
Полноценная оценка данных требует усилий крупных научных коллективов. Были описаны концепции P5 и R3 в качестве методологий обобщения и анализа клинических данных, в которую включены сведения о пост-трансляционных модификациях.